# Acadêmicos da Cidade Alta
O Grêmio Recreativo Escola de Samba Acadêmicos da Cidade Alta é uma escola de samba de Manaus inspirada na escola de samba Em Cima da Hora, campeã do Carnaval da cidade nos anos de 1979 e 1981
A agremiação surgiu oficialmente em 17 de fevereiro de 2006, em uma reunião com vários moradores do bairro de Educandos. O objetivo inicial era amenizar a violência na comunidade, onde os jovens careciam de ocupação e lazer.

## Segmentos

### Presidentes
| Nome          | Mandato | Ref. |
| ------------- | ------- | ---- |
| Williams Tatá | ? - ?   |      |

### 1º Casal de Mestre Sala & Porta Bandeira
| Ano  | Nome                       | Ref. |
| ---- | -------------------------- | ---- |
| 2020 | Hanna Lima e Brando Willis |      |

| Ano  | Rainha     | Musa          | Mulata de Ouro |
| ---- | ---------- | ------------- | -------------- |
| 2020 | Anny Silva | Shaeny Moraes | Geórgia Varela |

| Ano  | Rainha Gay    | Musa Gay        | Passita Show   |
| ---- | ------------- | --------------- | -------------- |
| 2020 | Kelly Carisma | Jenifer Santana | Gustavo Macedo |

## Carnavais
| Ano                                                                                | Colocação | Grupo    | Enredo | Carnavalesco  | Intérprete | Ref.  |
| ---------------------------------------------------------------------------------- | --------- | -------- | --- | ------------- | ---------- | ----- |
| 2006                                                                               | 4º lugar  | Grupo 2  | |               |            |       |
| 2007                                                                               | Campeã    | Grupo 2  | Raízes Caboclas                                                                                           | Miguel Soares |            | [ 1 ] |
| 2008                                                                               | 5° lugar  | Acesso   | Luizinho Sá: A Bandeira do Samba                                                                          | Miguel Soares |            |       |
| 2009                                                                               | 10º lugar | Acesso   | A Vida que Prosa em Mim                                                                                   | Bica          |            |       |
| 2010                                                                               | 12º lugar | Acesso   | Dois pra Lá e Dois pra Cá o Boi Peralta a Cidade Alta vai Exaltar                                         | Miguel Soares |            |       |
| 2011                                                                               | 5° lugar  | Acesso   | Thiago de Mello, Caboclo da Selva, o Poeta da Esperança                                                   | Thompson      |            |       |
| 2012                                                                               | 4º lugar  | Acesso A | Junior Rodrigues, o enredo que deu samba no fundo do nosso quintal                                        | Baianhinha    |            | [ 2 ] |
| 2013                                                                               | 3º lugar  | Acesso A | Cidade Alta viaja nos sonhos de Erasmo Amazonas                                                           | Baianhinha    |            |       |
| 2014                                                                               | 3º lugar  | Acesso A | Na Seqüência do Samba, Cidade Alta risca o chão de poesias, Ivan de Oliveira, a voz do Morro!             | Baianhinha    |            |       |
| 2015                                                                               | 3º lugar  | Acesso A | Os reis da alegria celebram a liberdade cantando e dançando no reino da folia                             | Baianhinha    |            |       |
| 2016                                                                               | 4º lugar  | Acesso A | Cidade Alta traz a Magia do Passista para a Festa da Malandragem                                          |               |            | [ 3 ] |
| 2017                                                                               | 4º lugar  | Acesso A | Na Cidade Alta, o Samba em seus estilos pede passagem                                                     |               |            | [ 4 ] |
| 2018                                                                               | 3° Lugar  | Acesso A | Cidade Alta Faz a Festa no Quilombo! Salve, São Benedito: Símbolo da Resistência Negra no Berço do Samba! |               |            |       |
| 2019                                                                               | 5° lugar  | Acesso A | Vai Começar o meu "Arrastapé", pra contar a trajetória de José! Arimatéa                                  |               |            |       |
| 2020                                                                               | 3º lugar  | Acesso A | Com as bençãos de todos os Santos, Cidade Alta exalta. O bom malandro de alma verde e rosa.               |               |            |       |
| Devido à pandemia do novo Coronavírus, não houve carnaval nos anos de 2021 e 2022. |           |          | |               |            |       |
| 2023                                                                               | 3º lugar  | Acesso A | Marquinhos Dutam. Boêmio maneiro, sambista seresteiro e devoto do santo guerreiro. Mais um brasileiro!    |               |            |       |
| 2024                                                                               |           | Acesso A | |               |            |       |